# Горники (Волынская область)
Го́рники (укр. Гірники) — село в Ратновской поселковой общине Ковельского района Волынской области Украины.
До 2020 года входило в Ратновский район.
Код КОАТУУ — 0724281801. Население по переписи 2001 года составляет 2068 человек. Почтовый индекс — 264430. Телефонный код — 3366. Занимает площадь 3,042 км².